# Discografie van Emms
Hieronder volgt de discografie van de Nederlandse rapper Emms, met name zijn nummers met een notering in een hitlijst. Voor de muziek die hij heeft uitgebracht met de rapformatie Broederliefde, zie hier.

## Nummers met een notering in een hitlijst
| Lied                                                                              | Verschijnen       | Album                                      | Hitlijsten | Hitlijsten | Hitlijsten  | Hitlijsten  | Hitlijsten   | Hitlijsten   | Opmerkingen                   |
| Lied                                                                              | Verschijnen       | Album                                      | BE (VL)    | BE (VL)    | NL (Top 40) | NL (Top 40) | NL (Top 100) | NL (Top 100) | Opmerkingen                   |
| Lied                                                                              | Verschijnen       | Album                                      | Piek       | Weken      | Piek        | Weken       | Piek         | Weken        | Opmerkingen                   |
| --------------------------------------------------------------------------------- | ----------------- | ------------------------------------------ | ---------- | ---------- | ----------- | ----------- | ------------ | ------------ | ----------------------------- |
| Laten gaan (met Monica Geuze, Ronnie Flex, Mafe, Abira en Frenna)                 | 1 juni 2015       | —                                          | —          | —          | tip2        | —           | 52           | 22           |                               |
| Meisje blijven meisjes (met Two Crooks, Frenna en Ronnie Flex)                    | 31 juli 2015      | —                                          | —          | —          | —           | —           | 62           | 14           |                               |
| Ze wilt niet (met SBMG)                                                           | 11 maart 2016     | Richting kraaie (van SBMG)                 | —          | —          | —           | —           | 97           | 1            |                               |
| Anders (met Glowinthedark, SFB en Philly Moré)                                    | 27 mei 2016       | Lituatie (van Glowinthedark en SFB)        | —          | —          | —           | —           | 57           | 5            |                               |
| My love (met Frenna en Jonna Fraser)                                              | 16 september 2016 | Geen oog dichtgedaan (van Frenna)          | —          | —          | 9           | 16          | 1 (1 wk)     | 29           | Driemaal platina in Nederland |
| Het is een feit (met Broederliefde)                                               | 23 december 2016  | —                                          | —          | —          | 17          | 7           | 2            | 24           | Dubbelplatina in Nederland    |
| Omhoog/Away (met Bokoesam)                                                        | 15 september 2017 | —                                          | —          | —          | —           | —           | 60           | 6            |                               |
| 16 million (met Frenna en Diquenza)                                               | 17 november 2017  | We don't stop (van Frenne en Diquenza)     | —          | —          | —           | —           | 7            | 13           |                               |
| Niet alleen (met Kevin)                                                           | 9 februari 2018   | Lente (van Kevin)                          | —          | —          | —           | —           | 19           | 6            | Goud in Nederland             |
| Knowledge (met Esko, Hef en Kevin)                                                | 20 april 2018     | Beats by Esko (van Esko)                   | —          | —          | —           | —           | 58           | 1            |                               |
| Louboutin (met Frenna, Jonna Fraser en Idaly)                                     | 23 november 2018  | Francis (van Frenna)                       | tip19      | —          | 16          | 7           | 2            | 23           | Dubbelplatina in Nederland    |
| Birthday (met Idaly)                                                              | 22 maart 2019     | Idaly                                      | —          | —          | tip11       | —           | 18           | 8            | Goud in Nederland             |
| Lang geleden (met Snelle)                                                         | 25 oktober 2019   | Vierentwintig (van Snelle)                 | —          | —          | —           | —           | 22           | 2            |                               |
| Comfort zone (met Jonna Fraser en Idaly)                                          | 29 oktober 2019   | —                                          | —          | —          | —           | —           | 61           | 1            |                               |
| Arm in de wijk (met Zack Ink)                                                     | 23 april 2021     | Eigen richting (van Zack Ink)              | —          | —          | —           | —           | 73           | 2            |                               |
| Ça sert à rien (met Bryan Mg en Broederliefde)                                    | 17 juni 2021      | Bryan (van Bryan Mg)                       | —          | —          | —           | —           | 31           | 6            | Goud in Nederland             |
| Body count (met Frenna en Jonna Fraser)                                           | 29 oktober 2021   | Championships (van Frenna en Jonna Fraser) | —          | —          | —           | —           | 68           | 1            | Goud in Nederland             |
| Klein, klein jongetje (als je groot bent) (met Broederliefde)                     | 18 februari 2022  | —                                          | —          | —          | —           | —           | 55           | 1            |                               |
| Donkere dagen (met Trobi en Lijpe)                                                | 24 maart 2022     | Trobi on the beat (van Trobi)              | —          | —          | —           | —           | 25           | 5            |                               |
| Amazin' (met Idaly)                                                               | 13 mei 2022       | Betty (van Idaly)                          | —          | —          | tip2        | —           | 3            | 53           |                               |
| Oyster club (met Jack)                                                            | 18 september 2022 | Waterman (van Jack)                        | —          | —          | —           | —           | 91           | 1            |                               |
| Underdogs (met Kevin)                                                             | 16 december 2022  | Plenty bars (ep van Kevin)                 | —          | —          | —           | —           | 78           | 1            |                               |
| Baddie (met $hirak, Cristian D, Ronnie Flex en KM)                                | 3 februari 2023   | —                                          | —          | —          | tip8        | —           | 14           | 11           | Goud in Nederland             |
| Kameraden voor het leven (met Hef, ADF Samski, Kevin, Sjaf, Ronnie Flex en Jahma) | 12 mei 2023       | —                                          | —          | —          | —           | —           | 56           | 1            |                               |
| Hermanos (met Djaga Djaga en Kevin)                                               | 21 juli 2023      | Beschadigd (van Djaga Djaga)               | —          | —          | —           | —           | 70           | 1            |                               |
| Zolang ik er ben (met Ismo en Lijpe)                                              | 10 september 2023 | —                                          | —          | —          | tip21       | —           | 41           | 2            |                               |